# Географія Туркменістану
Туркменістан — центральноазійська країна, що знаходиться в глибині континенту і не має виходу до вод Світового океану . Загальна площа країни 488 100 км² (53-тє місце у світі), з яких на суходіл припадає 469 930 км², а на поверхню внутрішніх вод — 18 170 км². Площа країни приблизно дорівнює ¾ площі України. 

## Етимологія
Офіційна назва — Туркменістан (туркм. Türkmenistan). Назва країни походить від етноніма туркмени та перського слова «стан» — країна, земля, як назва території, що заселена туркменами. Етнонім туркмени означає людей тюркського походження. Уперше слово тюрк згадується під 177 роком до н. е. китайцями щодо народів, які жили на південь від Алтаю. Запис терміну «тюрк» або «турук», як екзонім зафіксований у давньотюркській рунічній писемності (орхоно-єнісейска писемність) у добу Тюркського каганату в Центральній Азії, близько VIII століття. Самі туркмени відомі з X століття, як народ, що розселився від річки Талас до берегів Каспійського моря. У давньоруських літописах під 1096 роком згадуються «торкмени».

## Географічне положення

Карта Туркменістану від ООН

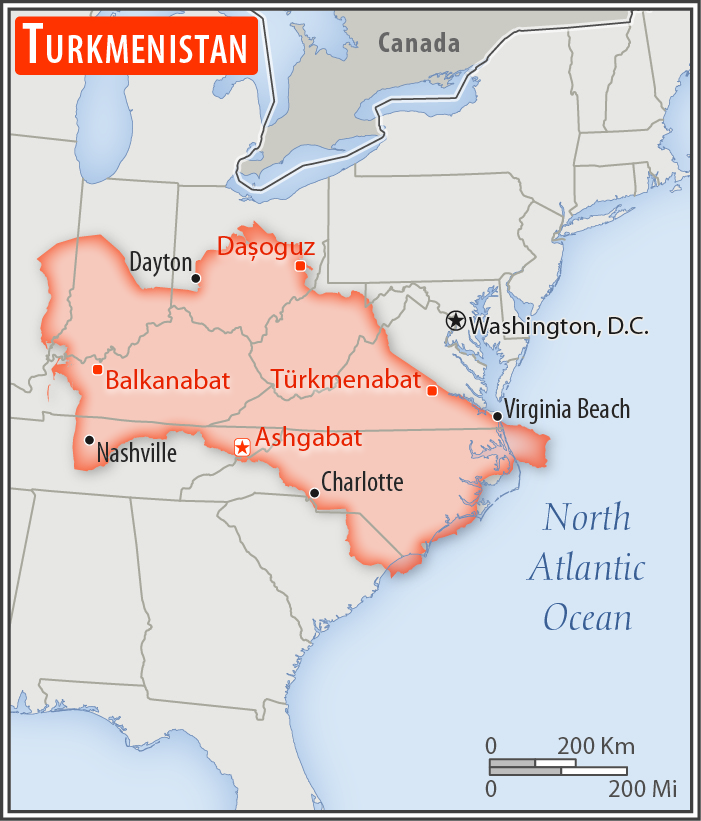
Порівняння розмірів території Туркменістану та США

Туркменістан — центральноазійська країна, що межує з чотирма іншими країнами: на півночі — з Казахстаном (спільний кордон — 413 км) і Узбекистаном (1793 км), на південному сході — з Афганістаном (804 км), на півдні — з Іраном (1148 км). Загальна довжина державного кордону — 4158 км. Країна не має безпосереднього виходу до вод Світового океану, на заході омивається водами внутрішнього Каспійського моря і має вихід до Азовського моря через систему Волги й Дону. Довжина узбережжя внутрішнього Каспійського моря — 1768 км.

### Час
Час у Туркменістані: UTC+5 (+3 години різниці часу з Києвом).

## Геологія

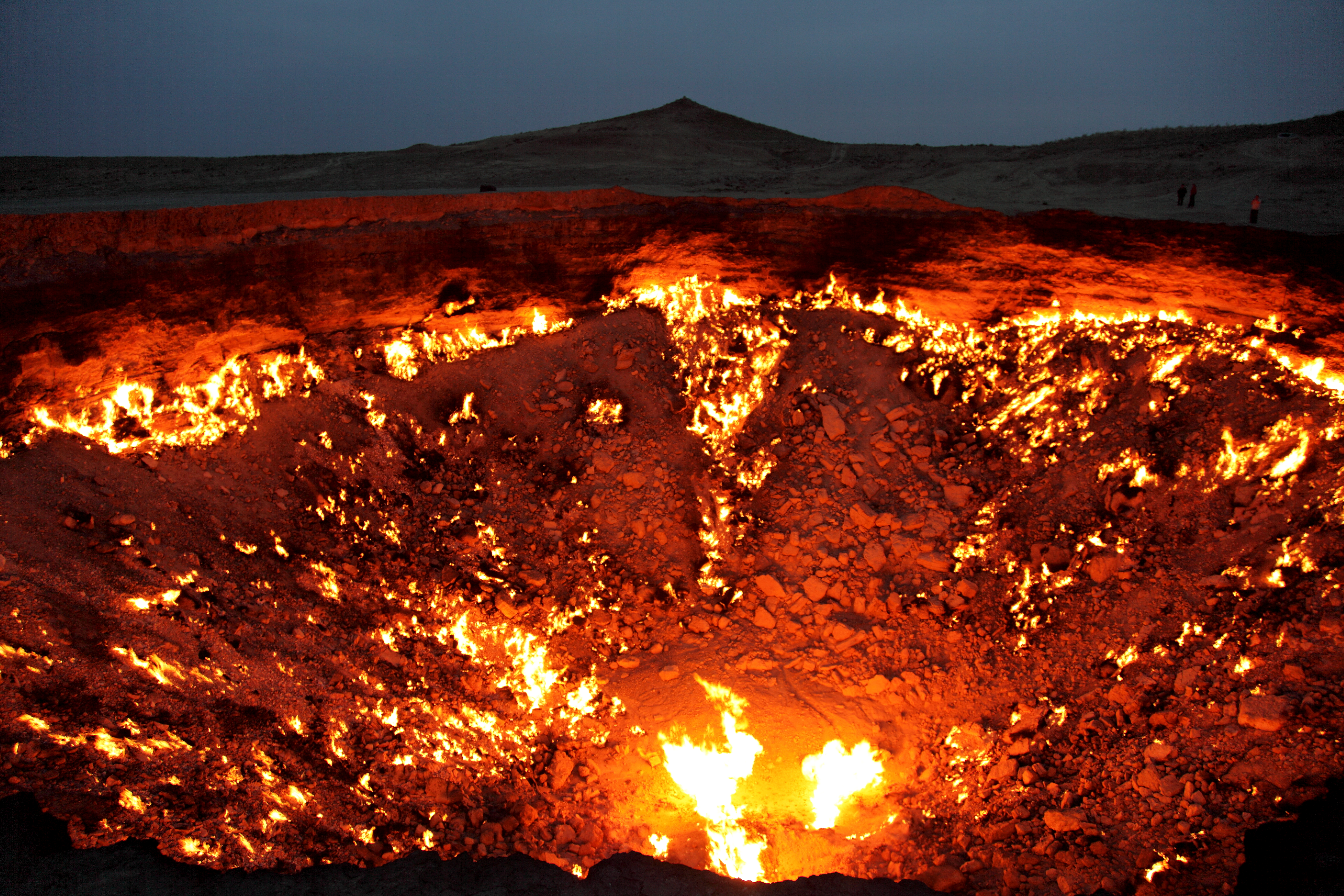
Дарвазьке провалля
Скам'янілі сліди ігуанодону в Копетдазі

### Вулканізм
У західній частині країни — мережа грязьових вулканів.

## Рельєф
Середні висоти — 230 м; найнижча точка — западина Акчакая (Акджаґая) (-81 м); найвища точка — гора Айрибаба, або пік Великого Туркменбаші (3139 м). Туркменістан розташований в межах Туранської низовини, яка більшою частиною (близько 350 тис. км²) зайнята пустелею Каракуми. У рельєфі переважають горбисті рівнини, що займають 90 % площі, а 10 % — узвишшя і середньовисотні гори. На крайньому півдні знаходяться гори Копетдаг — північна частина Туркмено-Хорасанської гірської системи (найвища точка — гора Різе, 2942 м). У горах розвинені карстові печери протяжністю до 10 км (Копкатан). У Копетдазі знаходиться печера Коу-Ата з термальним озером. На заході тягнеться Красноводське плато висотою до 308 м, на північному заході — південна околиця плато Устюрт. На сході Туркменістану, на кордоні з Узбекистаном, розташований гірський хребет Кугитангтау в якому розташована найвища вершина країни — гора Айрибаба.

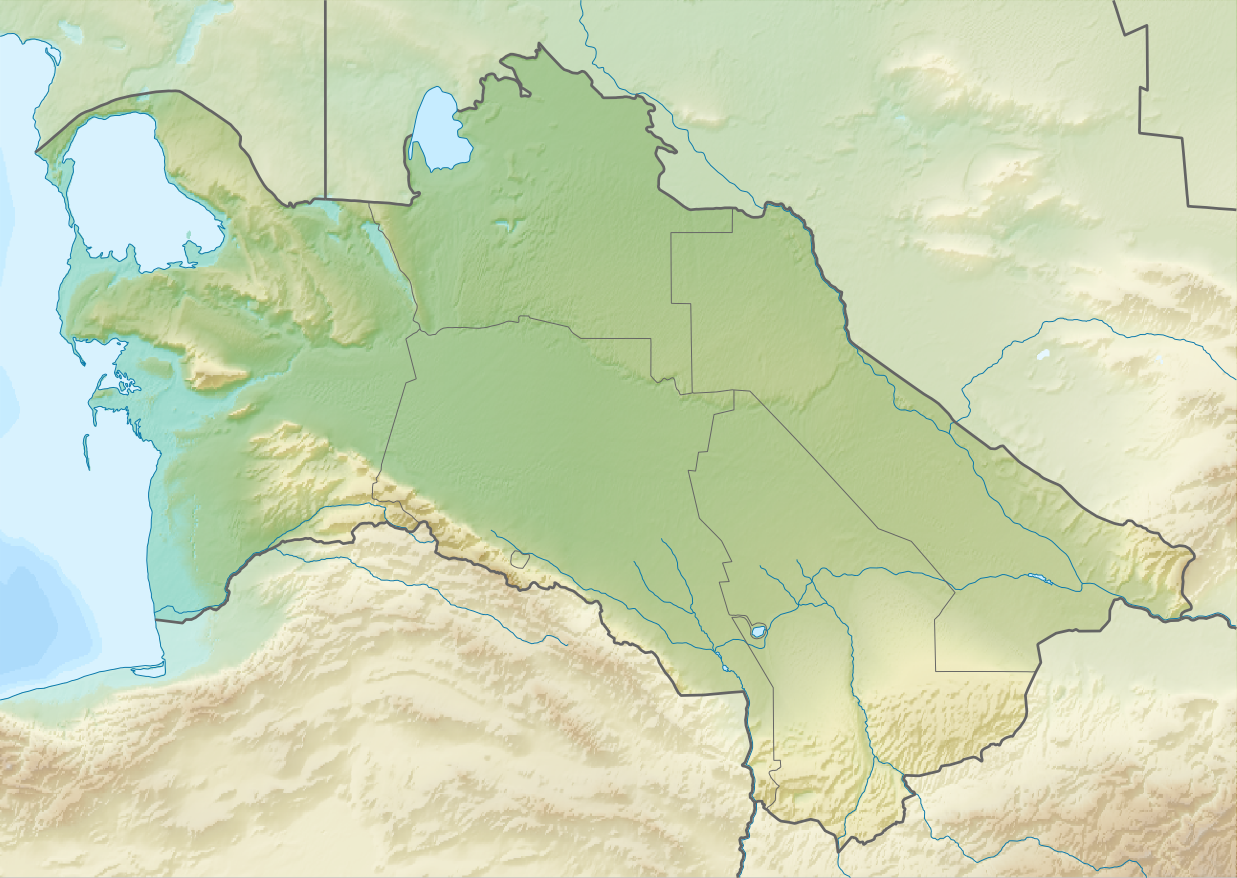
Рельєф Туркменістану
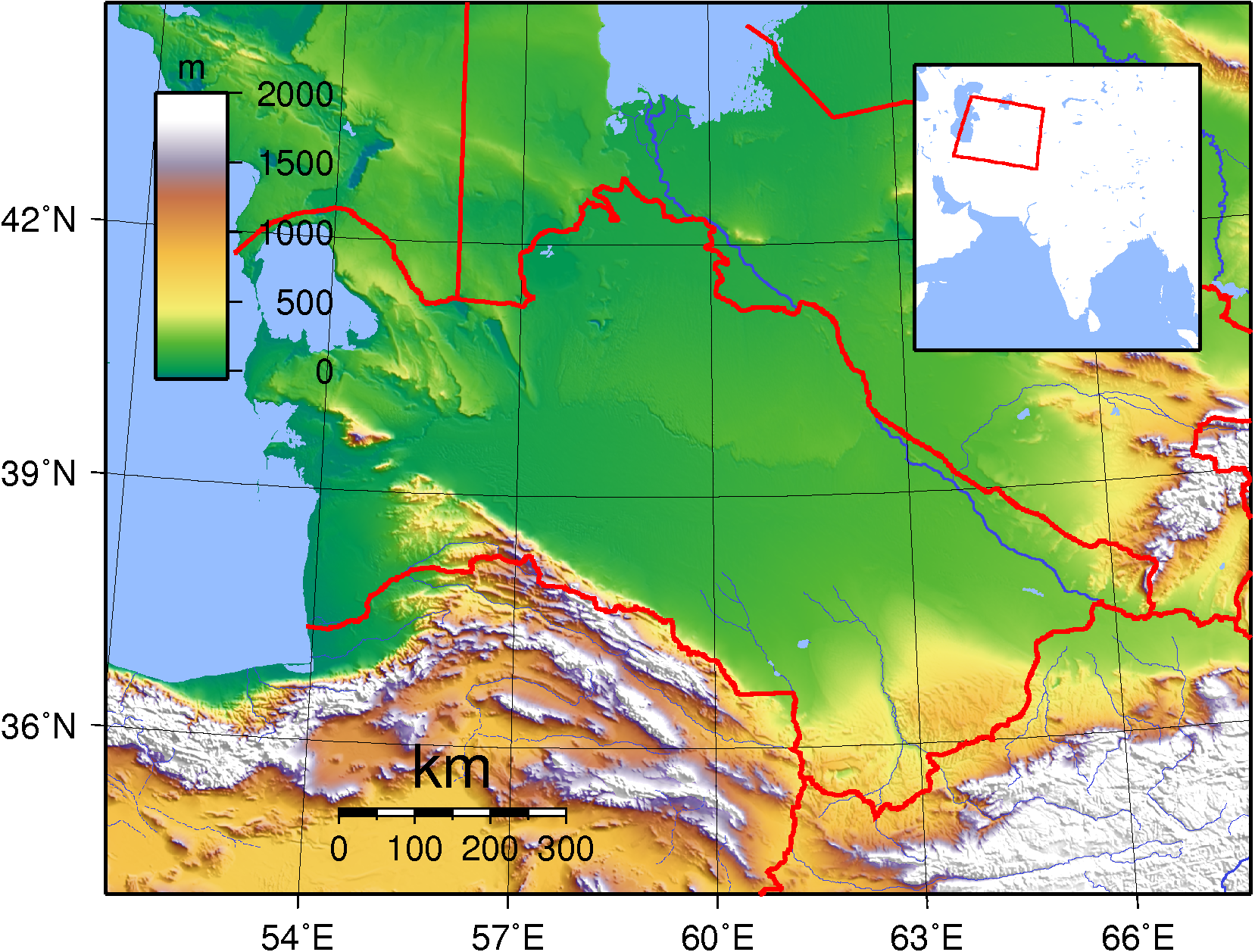
Рельєф Туркменістану
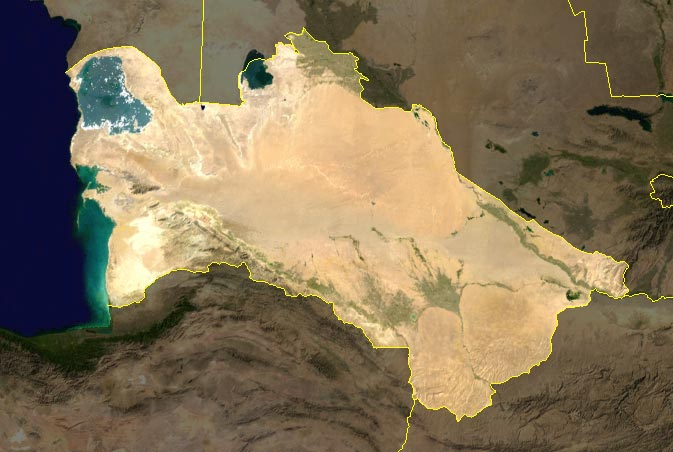
Супутниковий знімок поверхні країни
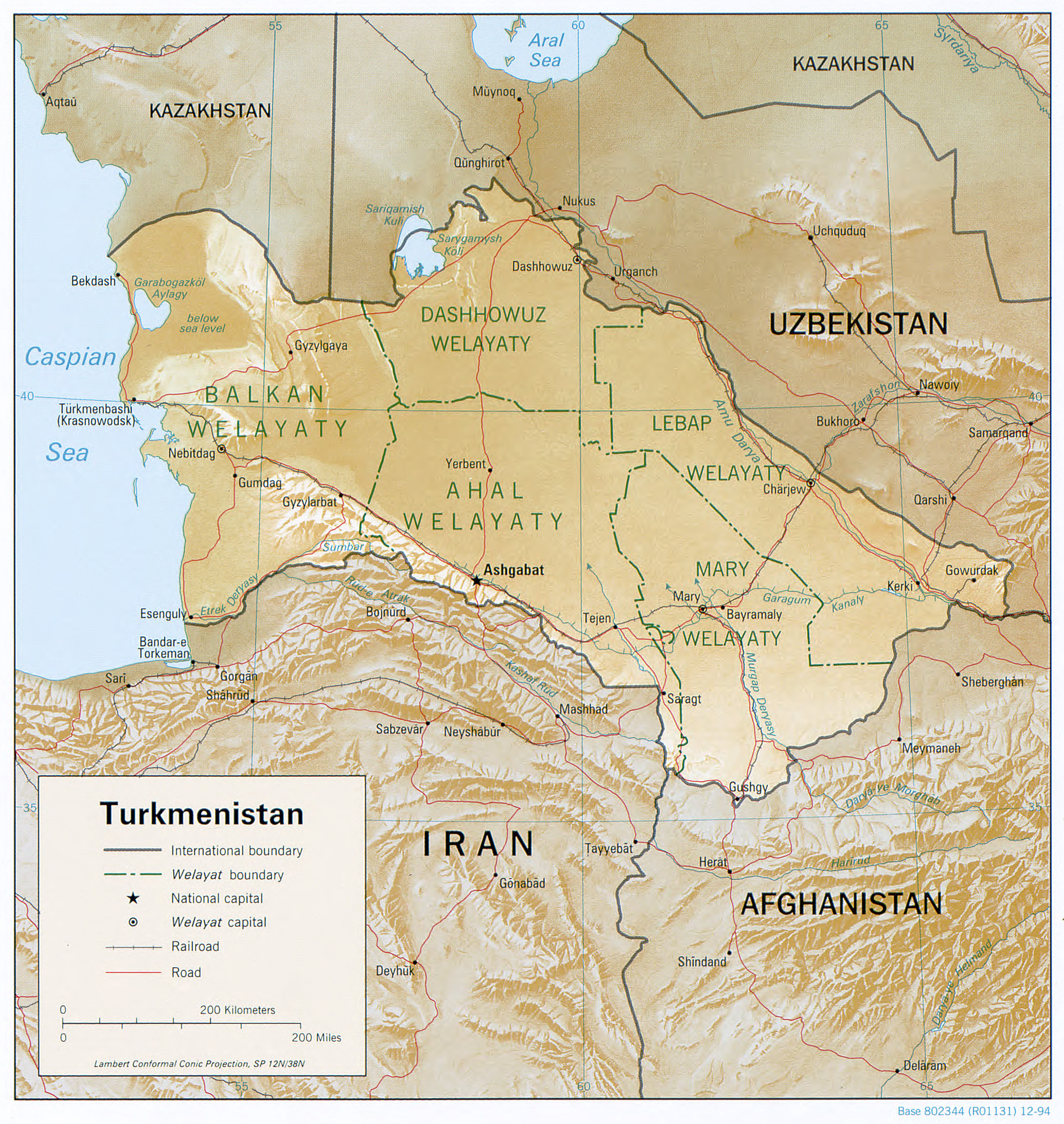
Карта країни (англ.)

Ущелина Тутлідара в Копетдазі
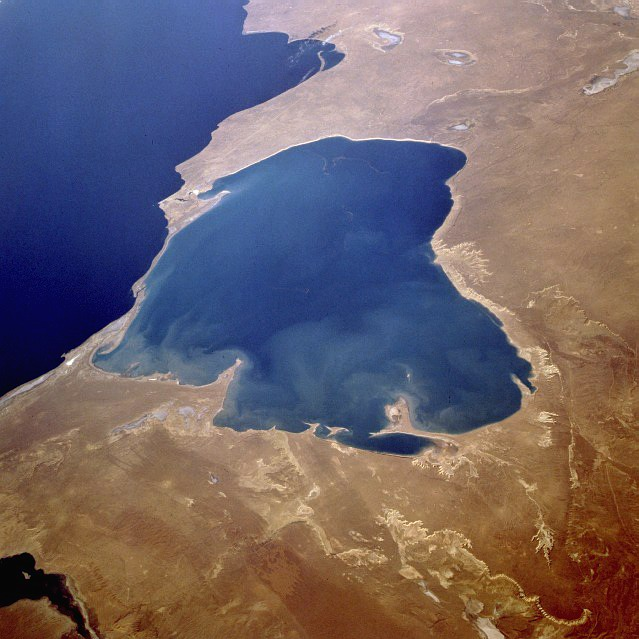
Затока Кара-Богаз-Гол з космосу

## Клімат
Північна територія Туркменістану лежить у помірному кліматичному поясі континентального типу, південна — у субтропічному. На півночі превалюють помірні повітряні маси цілий рік, західний масоперенос. Значні сезонні амплітуди температури повітря. Розподіл атмосферних опадів зменшується з півночі на південь можливе випадіння снігу. На півдні влітку переважають тропічні повітряні маси зі спекотною посушливою погодою, взимку — помірні, що приносять прохолоду.

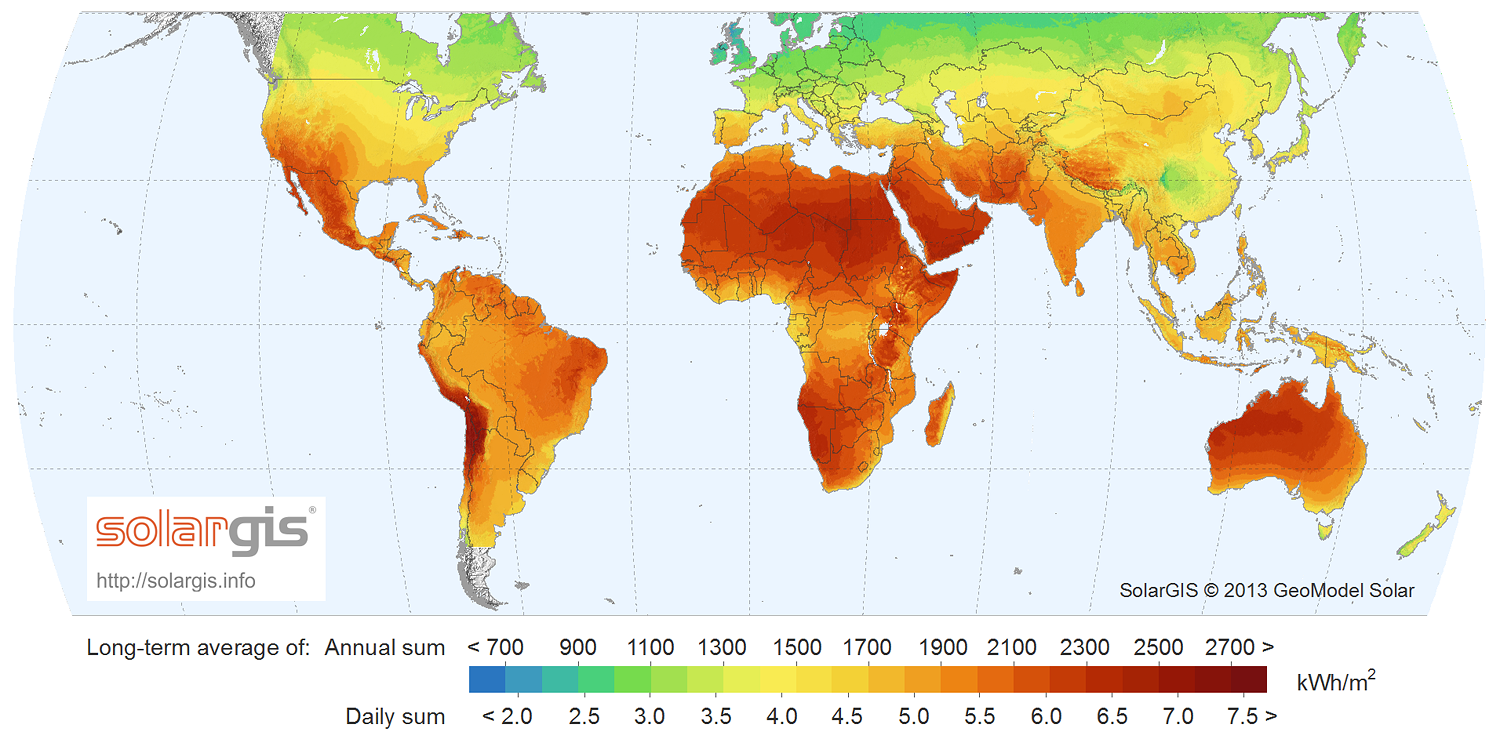
Сонячна радіація (англ.)
Кліматична карта Туркменістану (за Кеппеном)
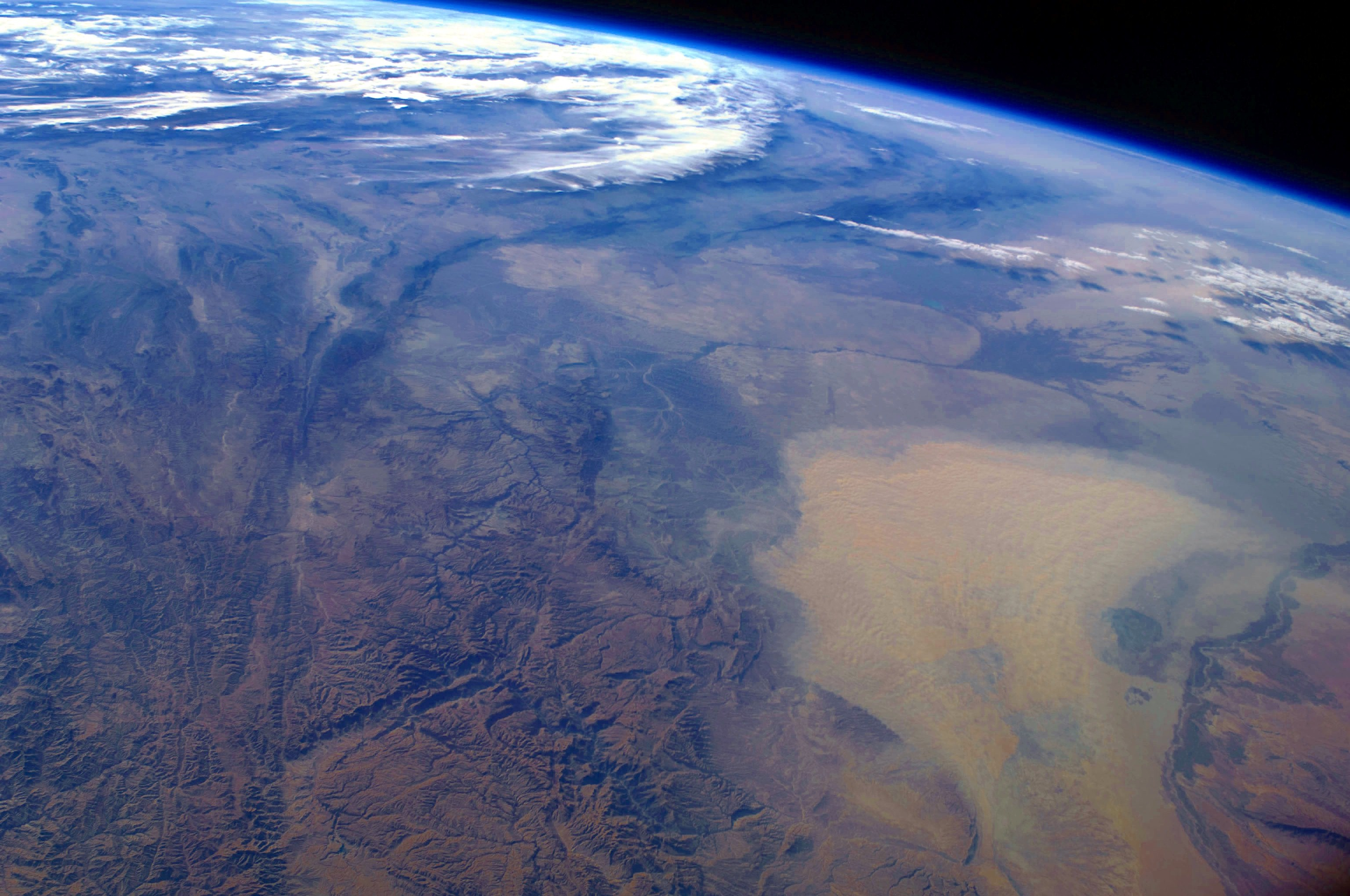
Пилова буря над Туркменістаном

Характерні жарке і сухе літо, м'яка і малосніжна, іноді холодна зима, коротка волога весна, суха осінь. Середня температура січня — від -5 °С на північному сході до 4 °С у районі Атреку; абсолютний мінімум — -32 °С в Ташаузькій області, -29 °С у передгірній зоні Копетдагу і -10,3 °С на півдні узбережжя Каспійського моря. Середня температура липня — 28 °С на північному сході і 32 °С на півдні; абсолютний максимум — 49,9 °С (станція Репетек). Опадів — 80 мм на рік у низов'ях Амудар'ї, до 150 мм у Каракумах, 200–300 мм у передгір'ях і полонинах, до 400 мм і більше у горах (максимум у весняно-зимовий період). Сніговий покрив мінливий, зазвичай тримається кілька днів (у північних районах і горах). Вітри постійні, переважають північно-східні, північні, північно-західні; у передгір'ях Копетдагу влітку дме сухий жаркий вітер гармсиль. При зміні сезонів — пилові бурі. Вегетаційний період 200–270 діб.
Туркменістан є членом Всесвітньої метеорологічної організації (WMO), в країні ведуться систематичні спостереження за погодою.

## Внутрішні води

Гідрографічна мережа ТуркменістануГідрографічна мережа Туркменістану
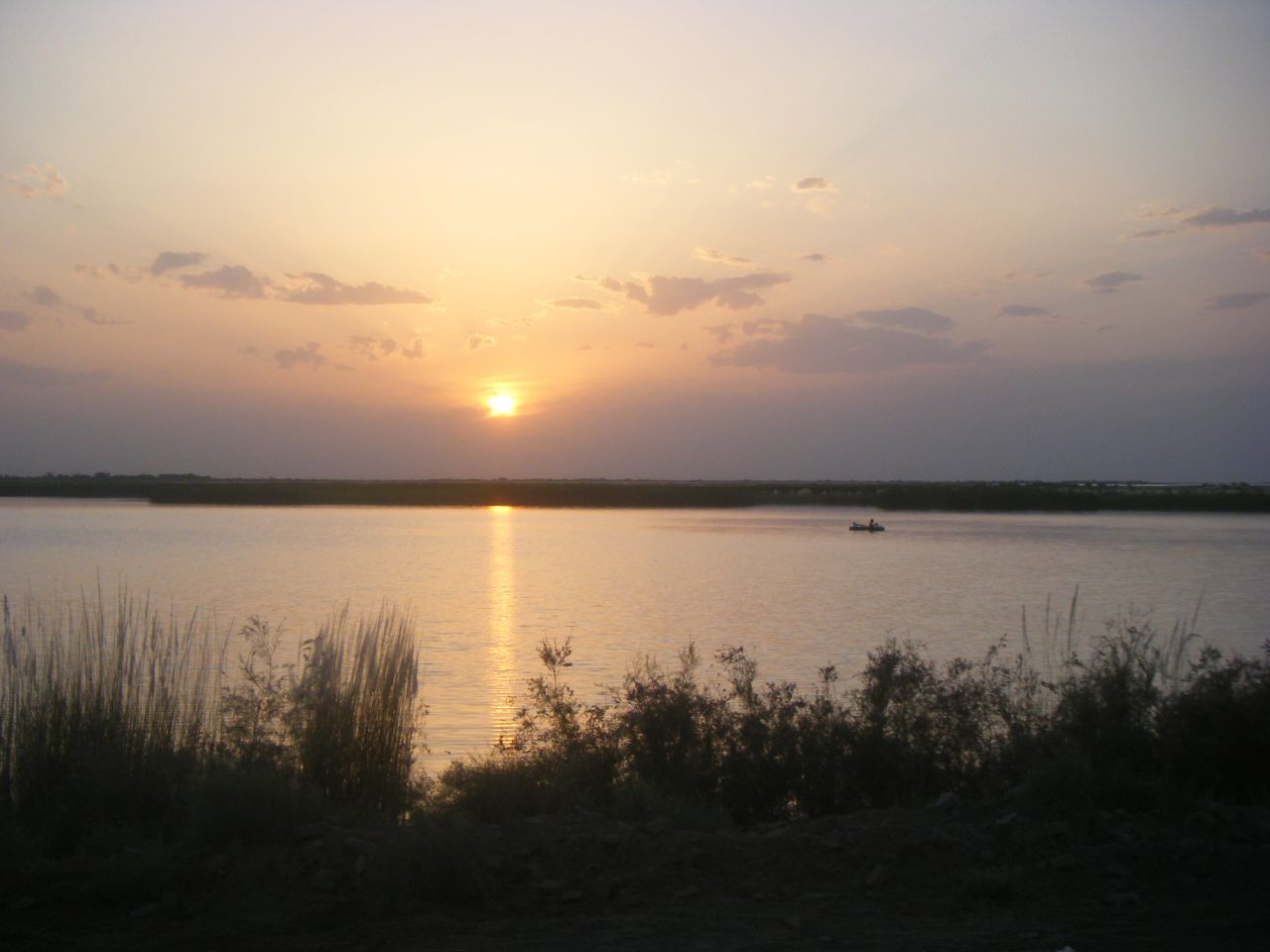
Річка Амудар'я
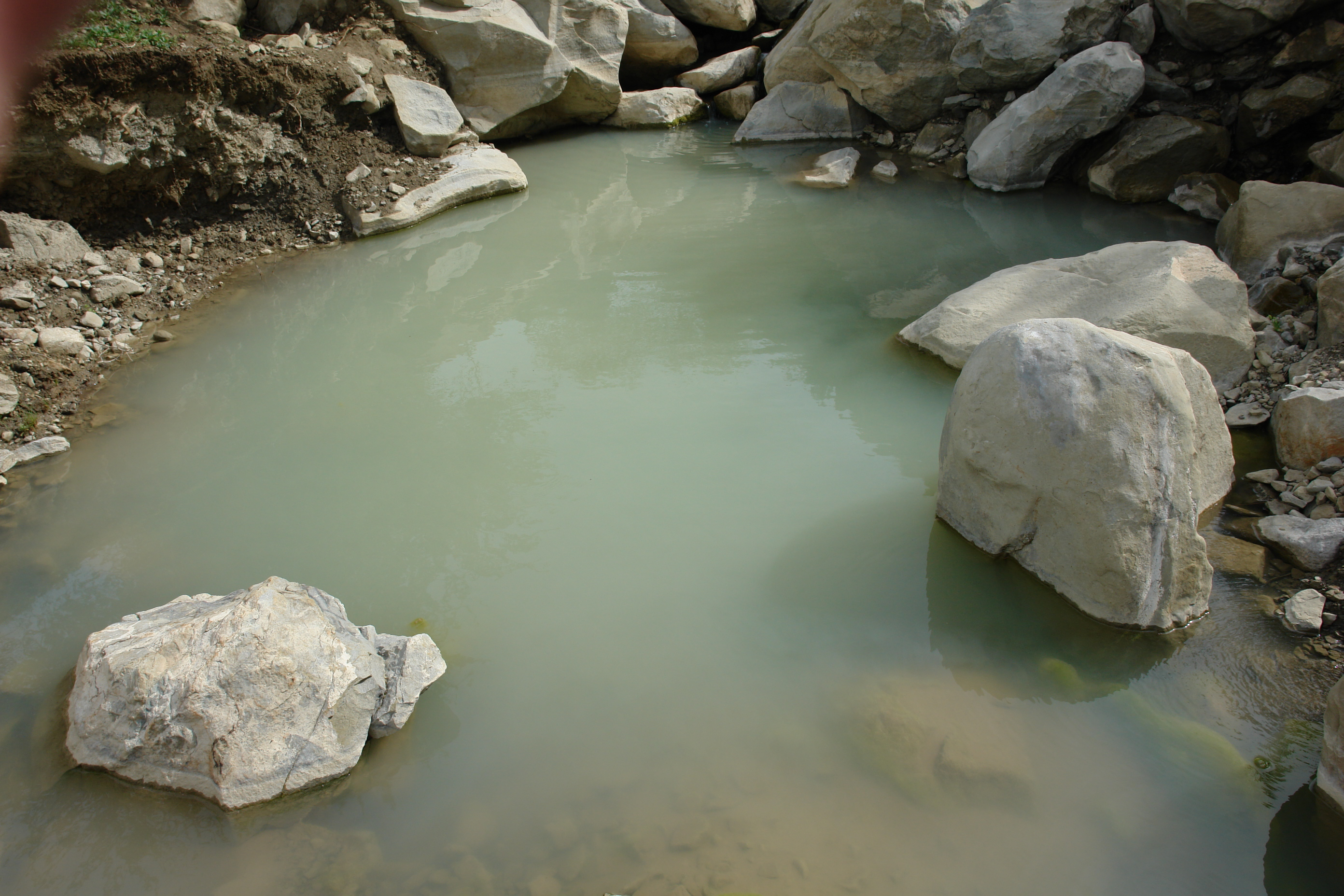
Джерело поблизу Нохуру в Копетдазі
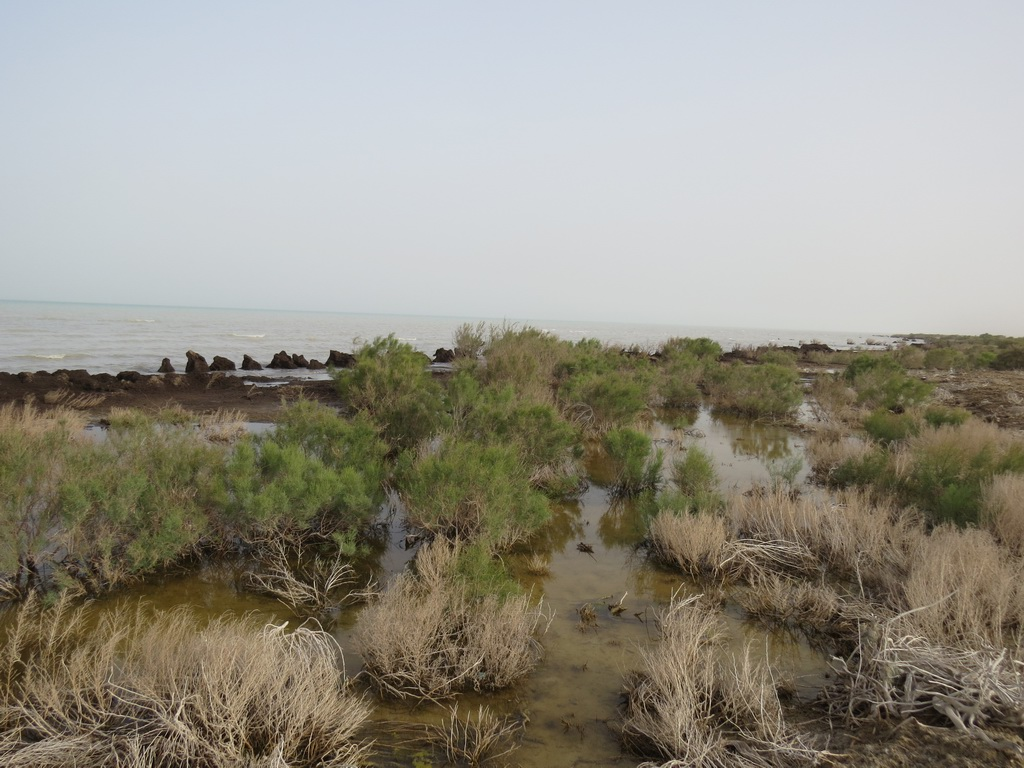
Озеро Сарикамиш і западина Акчаная
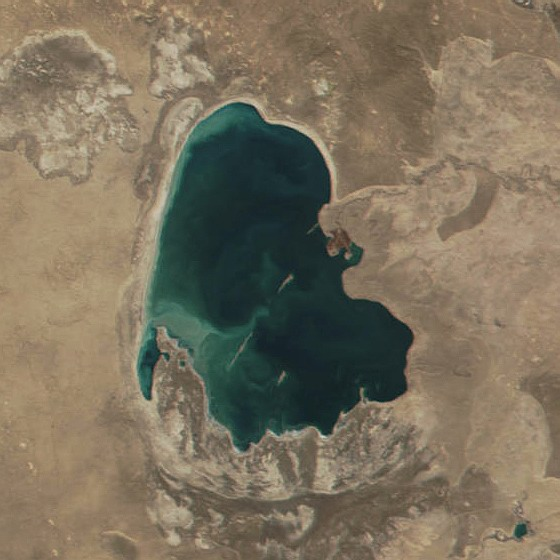
Сарикамиське озеро з космосу

### Річки
Річки країни належать безстічним областям Центральної Азії — басейни Аральського (Амудар'я) та Каспійського (Атрек) морів. Річки Туркменістану живлення отримують за рахунок танення льодовиків Паміру і Гіссаро-Алаю (за межами Туркменістану) та сезонних снігів і дощів. Найважливіші річки: Амудар'я, Теджен, Мургаб, Атрек. Судноплавна тільки Амудар'я.

### Озера
Найбільша внутрішня водойма — озеро Сарикамишське, площа близько 2 тис. км².

## Рослинність

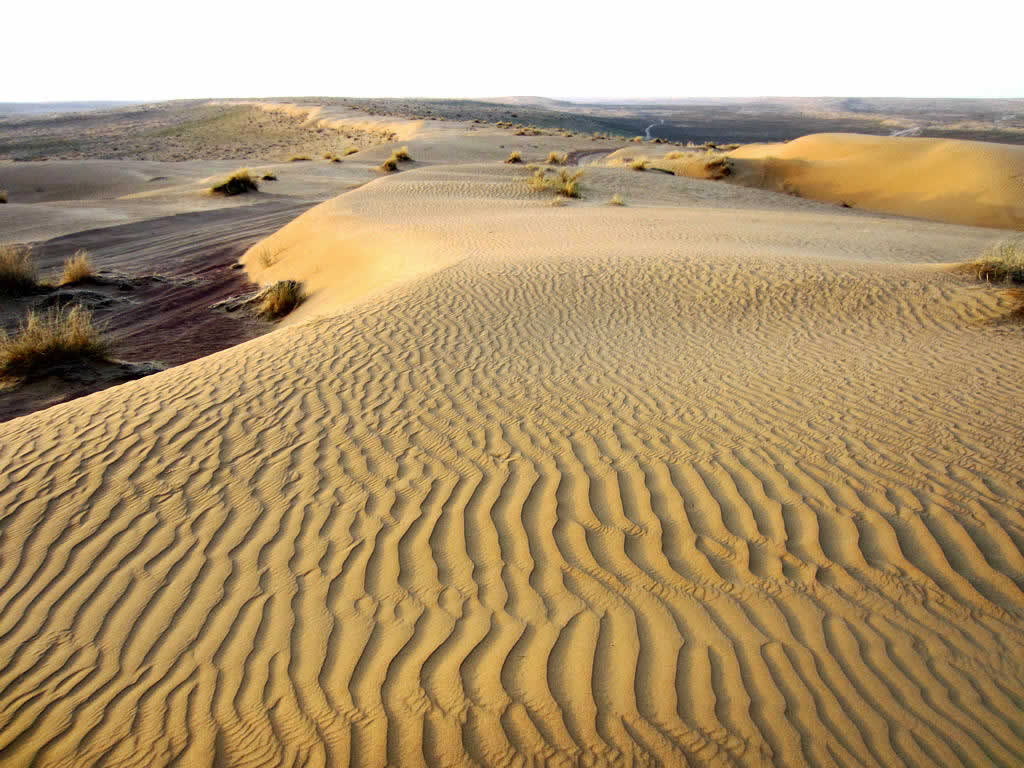
Пустеля Каракуми
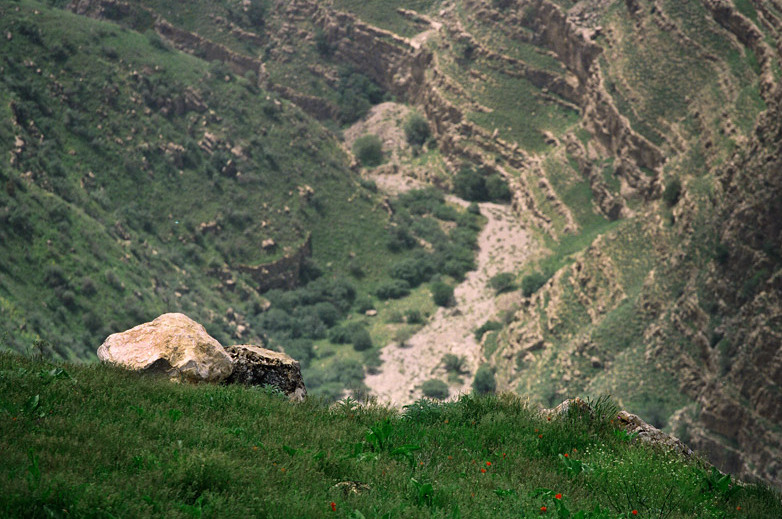
Рослинність Копетдагу

## Тваринний світ
Зоогеографічно територія країни належить до Ірано-Турецької провінції Середземноморської підобласті Голарктичної області.

## Стихійні природні явища
На території країни спостерігаються небезпечні природні явища і стихійні лиха: посухи.

## Природні ресурси

### Мінеральні ресурси
Надра Туркменістану багаті на ряд корисних копалин: нафту, природний газ, сірку, кам'яну сіль.

### Водні ресурси
Загальні запаси відновлюваних водних ресурсів (ґрунтові і поверхневі прісні води) становлять 24,77 км³. Станом на 2012 рік в країні налічувалось 19,95 тис. км² зрошуваних земель.

### Земельні ресурси
Земельні ресурси Туркменістану (оцінка 2011 року):
- придатні для сільськогосподарського обробітку землі — 72 %,
  - орні землі — 4,1 %,
  - багаторічні насадження — 0,1 %,
  - землі, що постійно використовуються під пасовища — 67,8 %;
- землі, зайняті лісами і чагарниками — 8,8 %;
- інше — 19,2 %[1].

## Охорона природи
Серед екологічних проблем варто відзначити:
- забруднення ґрунтів і підземних водоносних горизонтів сільськогосподарськими хімікатами;
- засолення ґрунтів внаслідок примітивної іригації;
- забруднення вод Каспійського моря;
- забор води на потреби вирощування бавовнику з Амудар'ї призвів до пересихання Аральського моря і найбільшої екологічної катастрофи Середньої Азії: колапс риболовлі, донна сіль разом з накопиченими пестицидами розноситься вітрами на великі відстані, спричинюючі проблеми зі здров'ям у населення;
- спустелювання.

Туркменістан є учасником ряду міжнародних угод з охорони навколишнього середовища:
- Конвенції про біологічне різноманіття (CBD),
- Рамкової конвенції ООН про зміну клімату (UNFCCC),
- Кіотського протоколу до Рамкової конвенції,
- Конвенції ООН про боротьбу з опустелюванням (UNCCD),
- Базельської конвенції протидії транскордонному переміщеннюнебезпечних відходів,
- Монреальського протоколу з охорони озонового шару[1].

## Фізико-географічне районування
У фізико-географічному відношенні територію Туркменістану можна розділити на _ райони, що відрізняються один від одного рельєфом, кліматом, рослинним покривом: .

### Українською
- Атлас світу / голов. ред. І. С. Руденко ; зав. ред. В. В. Радченко ; відп. ред. О. В. Вакуленко. — К. : ДНВП «Картографія», 2005. — 336 с. — ISBN 9666315467.
- Атлас. 7 клас. Географія материків і океанів / Укладачі О. Я. Скуратович, Н. І. Чанцева. — К. : ДНВП «Картографія», 2014.
- Бєлозоров С. Т. Географія материків. — К. : Вища школа, 1971. — 371 с.
- Барановська О. В. Фізична географія материків і океанів : навч. посіб. для студентів ВНЗ : [у 2 ч.]. — Н. : Ніжинський державний університет ім. Миколи Гоголя, 2013. — 306 с. — ISBN 978-617-527-106-3.
- Туркменістан // Гірничий енциклопедичний словник : [у 3-х тт.] / за ред. В. С. Білецького. — Д. : Східний видавничий дім, 2004. — Т. 3. — 752 с. — ISBN 966-7804-78-X.
- Дубович І. А. Країнознавчий словник-довідник. — 5-те вид., перероб. і доп. — К. : Знання, 2008. — 839 с. — ISBN 978-966-346-330-8.
- Панасенко Б. Д. Фізична географія материків : навч. посіб. : в 2 ч. — В. : ЕкоБізнесЦентр, 1999. — 200 с.
- Фізична географія материків та океанів : підруч. для студ. вищ. навч. закл. : у 2 т / за ред. П. Г. Шищенка. — К. : Видавництво Київського нац. ун-т ім. Т. Шевченка, 2009. — Т. 1. : Азія. — 643 с. — ISBN 978-966-439-257-7.
- Юрківський В. М. Регіональна економічна і соціальна географія. Зарубіжні країни: Підручник. — 2-ге. — К. : Либідь, 2001. — 416 с. — ISBN 966-06-0092-5.

### Англійською
- (англ.) Graham Bateman. The Encyclopedia of World Geography. — Andromeda, 2002. — 288 с. — ISBN 1871869587.

### Російською
- (рос.) Авакян А. Б., Салтанкин В. П., Шарапов В. А. Водохранилища. — М. : Мысль, 1987. — 326 с. — (Природа мира)
- (рос.) Алисов Б. П., Берлин И. А., Михель В. М. Курс климатологии [в 3-х тт.] / под. ред. Е. С. Рубинштейна. — Л. : Гидрометиздат, 1954. — Т. 3. Климаты земного шара. — 320 с.
- (рос.) Апродов В. А. Вулканы. — М. : Мысль, 1982. — 368 с. — (Природа мира)
- (рос.) Апродов В. А. Зоны землетрясений. — М. : Мысль, 2010. — 462 с. — (Природа мира) — ISBN 978-5-244-01122-7.
- (рос.) Бабаев А. Г., Зонн И. С., Дроздов Н. Н., Фрейкин З. Г. Пустыни. — М.  : Мысль, 1986. — 320 с. — (Природа мира)
- (рос.) Букштынов А. Д., Грошев Б. И., Крылов Г. В. Леса. — М. : Мысль, 1981. — 316 с. — (Природа мира)
- (рос.) Власова Т. В. Физическая география материков. С прилегающими частями океанов. Евразия, Северная Америка. — 4-е, перераб. — М. : Просвещение, 1986. — 417 с.
- (рос.) Гвоздецкий Н. А. Карст. — М. : Мысль, 1981. — 214 с. — (Природа мира)
- (рос.) Гвоздецкий Н. А., Голубчиков Ю. Н. Горы. — М. : Мысль, 1987. — 400 с. — (Природа мира)
- (рос.) Географический энциклопедический словарь: географические названия / под. ред. А. Ф. Трёшникова. — 2-е изд., доп. — М. : Советская энциклопедия, 1989. — 585 с. — ISBN 5-85270-057-6.
- (рос.) Исаченко А. Г., Шляпников А. А. Ландшафты. — М. : Мысль, 1989. — 504 с. — (Природа мира) — ISBN 5-244-00177-9.
- (рос.) Каплин П. А., Леонтьев О. К., Лукьянова С. А., Никифоров Л. Г. Берега. — М. : Мысль, 1991. — 480 с. — (Природа мира) — ISBN 5-244-00449-2.
- (рос.) Словарь современных географических названий / под общей редакцией акад. В. М. Котлякова. — Екатеринбург : У-Фактория, 2006.
- (рос.) Лобова Е. В., Хабаров А. В. Почвы. — М. : Мысль, 1983. — 304 с. — (Природа мира)
- (рос.) Максаковский В. П. Географическая картина мира. Книга I: Общая характеристика мира. — М. : Дрофа, 2008. — 495 с. — ISBN 978-5-358-05275-8.
- (рос.) Максаковский В. П. Географическая картина мира. Книга II: Региональная характеристика мира. — М. : Дрофа, 2009. — 480 с. — ISBN 978-5-358-06280-1.
- (рос.) Туркменістан // Поспелов Е. М. Топонимический словарь. — М. : АСТ, 2005. — 229 с. — ISBN 5-17-016407-6.
- (рос.) Пфеффер П. Азия. — М. : Прогресс, 1982. — 316 с. — (Континенты, на которых мы живем)
- (рос.) География / под ред. проф. А. П. Горкина. — М. : Росмэн-Пресс, 2006. — 624 с. — (Современная иллюстрированная энциклопедия) — ISBN 5-353-02443-5.
- (рос.) Физико-географический атлас мира. — М. : Академия наук СССР и Главное управление геодезии и картографии ГУГК СССР, 1964. — 298 с.
- (рос.) Энциклопедия стран мира / глав. ред. Н. А. Симония. — М. : НПО «Экономика» РАН, отделение общественных наук, 2004. — 1319 с. — ISBN 5-282-02318-0.